# Сен-Жеран-де-Во
Сен-Жера́н-де-Во (фр. Saint-Gérand-de-Vaux) — коммуна во Франции, находится в регионе Овернь. Департамент коммуны — Алье. Входит в состав кантона Нёйи-ле-Реаль. Округ коммуны — Мулен.
Код INSEE коммуны — 03234.

## Население
Население коммуны на 2008 год составляло 436 человек.
| 1962 | 1968 | 1975 | 1982 | 1990 | 1999 | 2008 |
| ---- | ---- | ---- | ---- | ---- | ---- | ---- |
| 611  | 641  | 504  | 506  | 506  | 465  | 436  |

## Экономика
В 2007 году среди 266 человек в трудоспособном возрасте (15—64 лет) 174 были экономически активными, 92 — неактивными (показатель активности — 65,4 %, в 1999 году было 65,2 %). Из 174 активных работали 155 человек (82 мужчины и 73 женщины), безработных было 19 (9 мужчин и 10 женщин). Среди 92 неактивных 25 человек были учениками или студентами, 29 — пенсионерами, 38 были неактивными по другим причинам.

## Фотогалерея

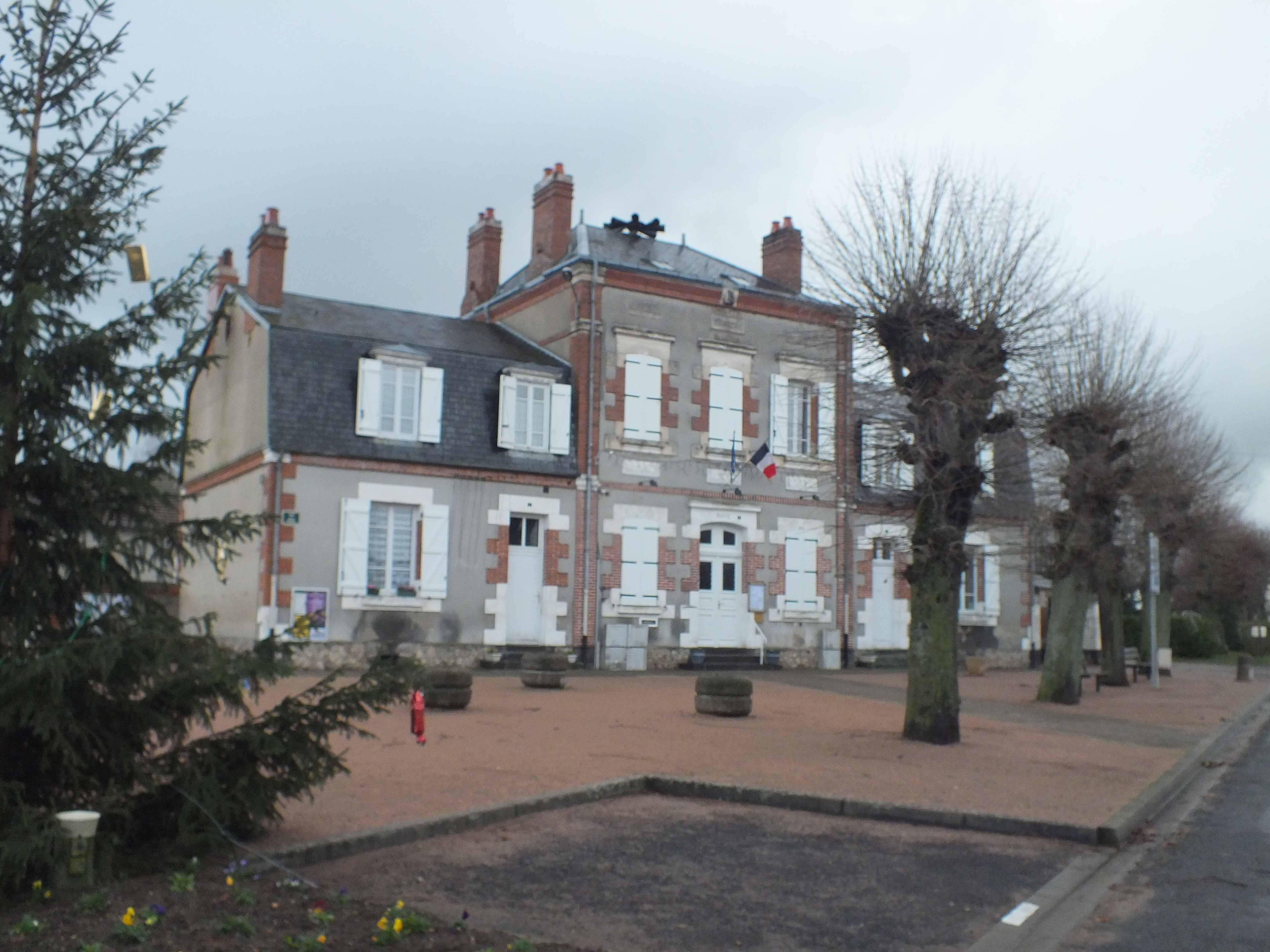
Мэрия
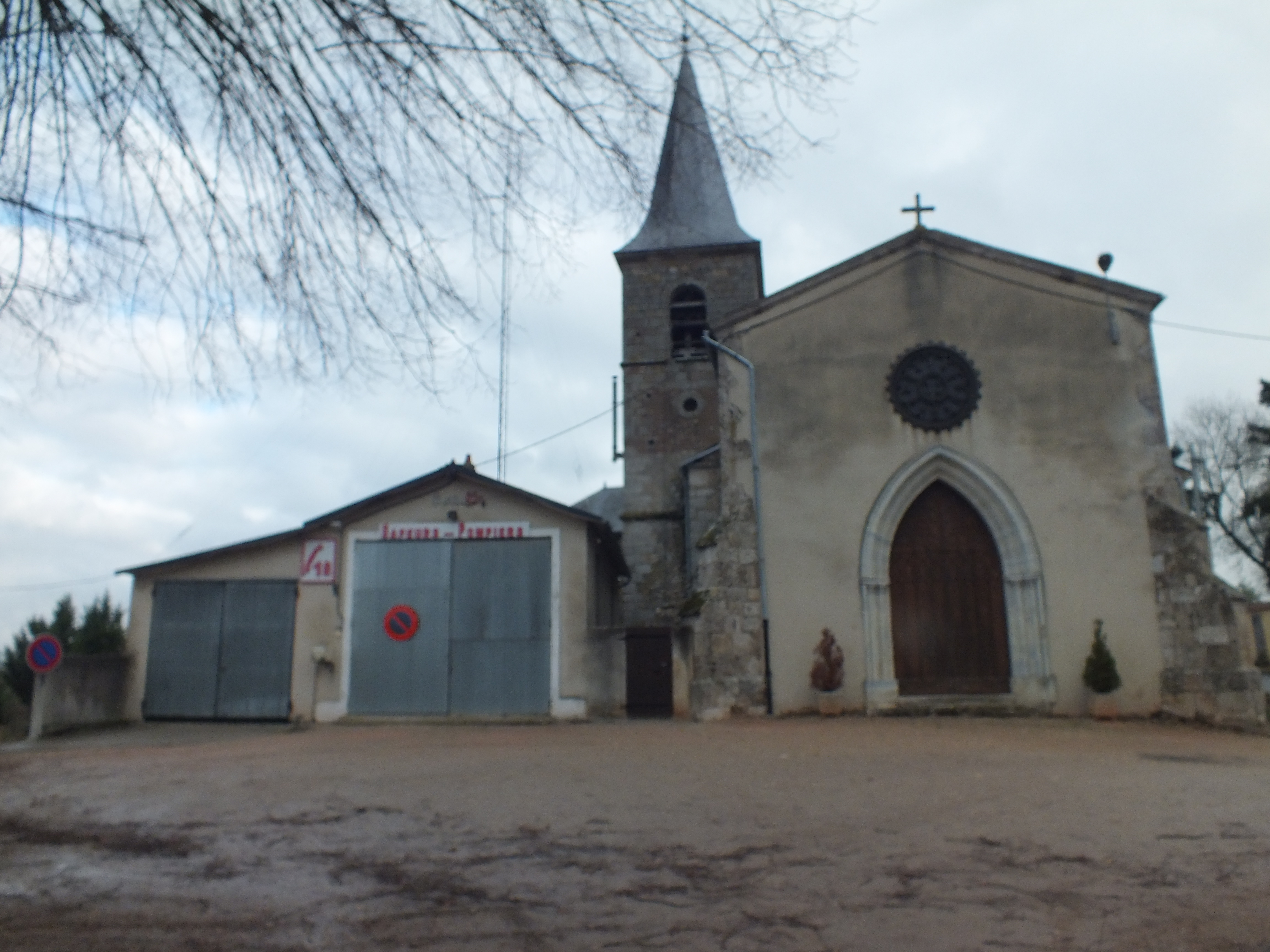
Церковь и пожарная станция
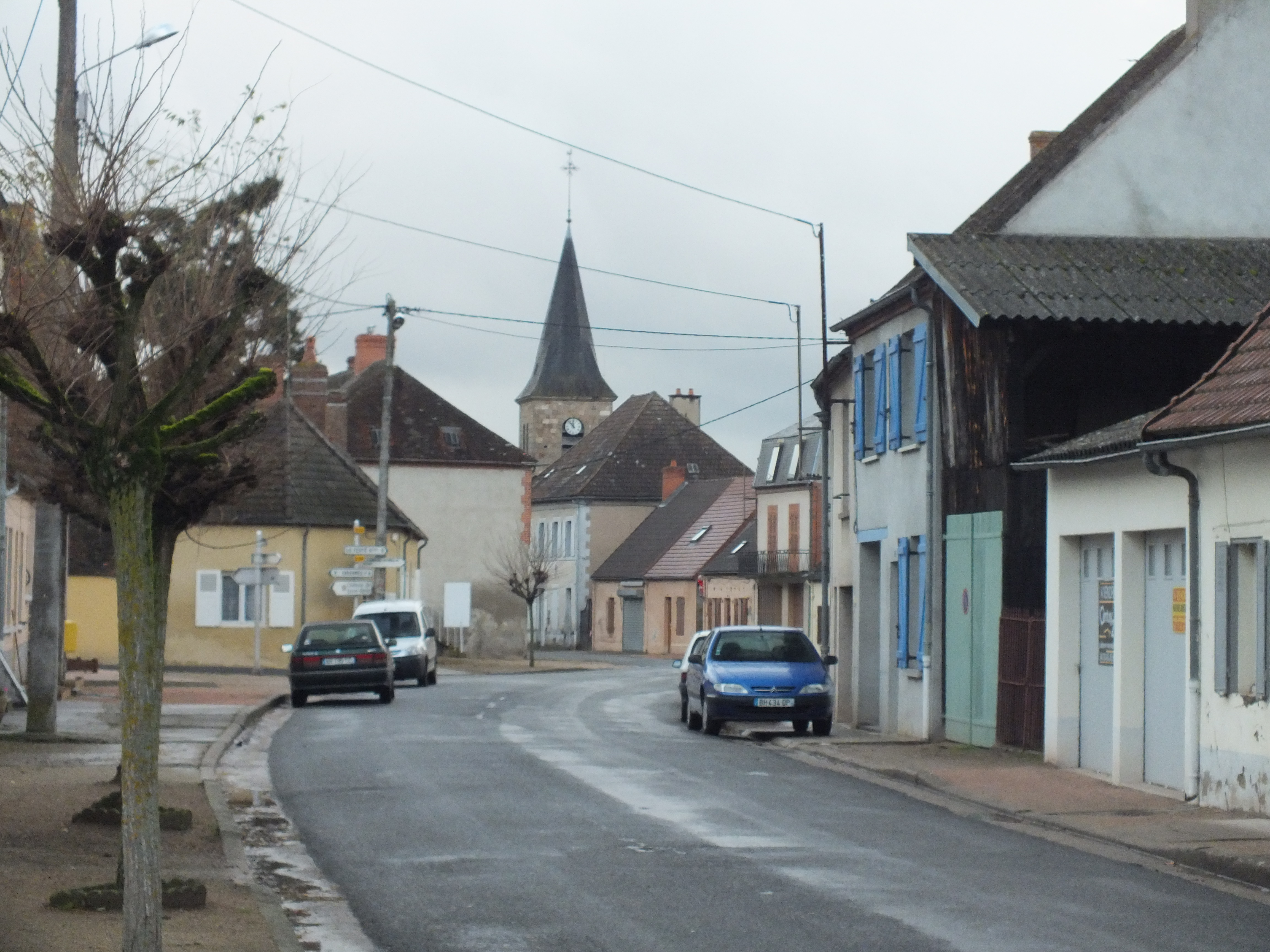
Сен-Жеран-де-Во
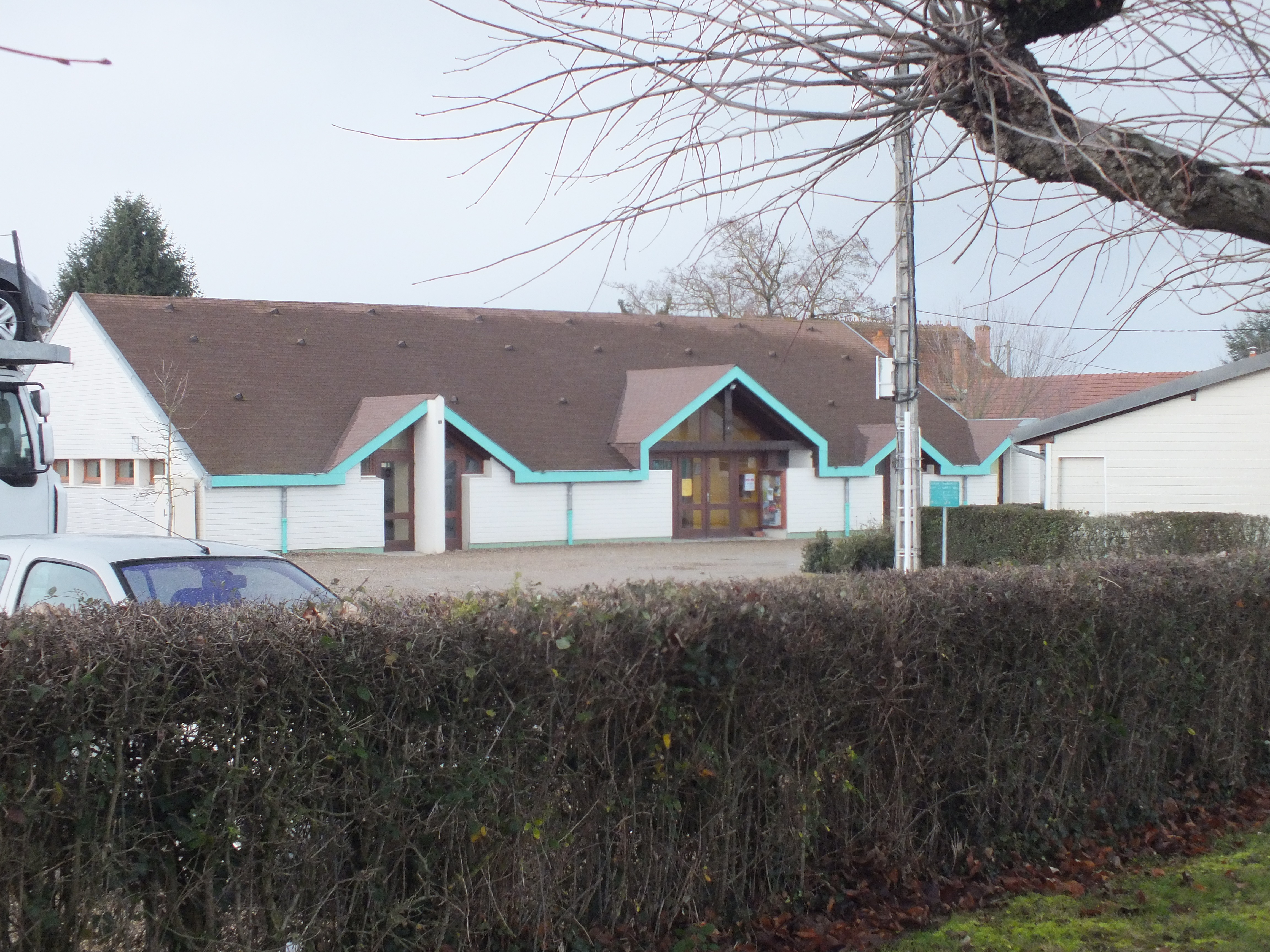
Школа